# Елгаштин, Семён Алексеевич
Семён Алексе́евич Елга́штин (1829—1885) — сибирский казак, полковник (1881).
Участник Среднеазиатских завоеваний Российской империи.

## Биография
Потомственный сибирский казак. Воспитанник Омского войскового казачьего училища.

### Военная служба
После окончания училища поступил в 1-й Сибирский Казачий полк. С 1851 года — полковой адъютант и квартирмейстер.
С 1855 по 1858 служил в Образцовом кавалерийском полку под Санкт-Петербургом, а также в Выборгском уезде, в составе войск, охранявших Балтийское побережье.
По возвращении в Сибирь в 1858 году, занимал должности асессора войскового правления, старшего адъютанта войскового дежурства, командира войсковой учебной сотни в Омске, войскового старшины. В 1867 году становится командиром Томского отряда казачьего войска, в 1871 производится в подполковники. С 1972 года — чиновник особых поручений Войскового хозяйственного правления.

### Участие в Кокандском походе
В 1873 году в станице Кокчетавской формируется отдельный 1-й полк в составе шестисот человек, Семен Елгаштин назначается его командиром. Полк отправляется в Туркестан и расквартировывается в Ташкенте, Чимкенте, Аулие-Ата, в укреплении Джулек и Форт-Петровском. В полку формируется ракетный дивизион.
Кокандское ханство, южный сосед России, переживало смутное время. В результате восстания Кокандский хан Худояр был свергнут и бежал под защиту Российских войск. Кокандцы под рассчитывали поднять газават против русских. Перейдя Кураминский хребет, их отряды совершили нападения на ряд почтовых станций, а затем приступили к штурму Ходжента.
Елгаштин, вместе с военным губернатором Сыр-Дарьинской области, Николаем Никитичем Головачевым, получил приказ обеспечить безопасное движение бежавшего Худояра, а также прийти на выручку гарнизона укрепления у кишлака Теляу.

### Сражение в ущелье Ургаз
В ночь с 11-го на 12-е августа 1875 года отряд кокандцев был замечен в ущелье Ургаз.

В ущелье полк застал отряд неприятеля численностью до тысячи человек. Быстро соориентировавшись в обстановке, подполковник организовал наступление по всем правилам боевого искусства: две сотни казаков ударили во фронт, а еще две — с флангов. Прижав противника к скалам, казаки спешились и продолжали бой. Портупей-юнкер Александров с шестью казаками по трудной горной тропе зашел «шайке» в тыл и повел снайперскую стрельбу, что еще больше увеличило панику. 80 человек попыталось было выбраться из ущелья, однако урядник Василий Путинцев (позже он отличился и при штурме Андижана, одним из первых преодолев завалы) со взводом казаков 4-й сотни блокировал выход. Кокандцы метались, надеясь укрыться в расщелинах гор, побросав вещи и оружие. Окончательно довершила поражение неприятеля лихая атака 3-й и 4-й сотен."
— Белокрыс. А. М. «Полковник из старой песни» - Московский журнал №4 – 2008 г
«Дело Елгаштина в Ургазе» стало первым крупным поражением кокандцев с момента их вторжения в российские пределы. Согласно донесению генерала Н. Н. Головачева, потери противника составили до 500 человек, было захвачено много оружия, а также несколько десятков лошадей. Генерал-губернатор К. П. Кауфман распорядился выпустить на местных языках прокламации, извещавшие об этой победе, и разослать их во все крупные населенные пункты края. Елгаштин был награжден золотой шашкой с надписью «За храбрость».

### Закат военной карьеры
После Ургазской операции Елгаштин дошел с полком до Ходжента, после чего был отослан обратно в Ташкент. В 1976 году был освобожден от занимаемой должности командира, после чего занимал различные административные должности с Сибирском казачьем войске. В 1881 году был произведен в полковники. Был переведен в Усть-Каменогорск, где и прожил остаток дней.

## Елгаштин в культуре

### Песни
- Семен Алексеевич упоминается в казачьей песне «Штурм Андижана»:

Ну-ка песенку споем:

Про походик мы начнем,

В семьдесят пятом году

Взбунтовал Кипчак орду.
Хан свою землю кидал

И в края наши бежал.

Войско ж его поднялось,

У Тийлау собралось.
Наш Полковник Елгаштин,

Он пошел с полком один;

Он пошел с полком один, -

От Тийлау всех отбил.
<...>
— Бирюков Ю. Е. Казачьи песни. М.: "Современная музыка", 2004.